# جيمس شوتر
جيمس شوتر (مواليد 27 سبتمبر 1951)  كاتب ومحرر وناشر أمريكي للعديد من الكتب المصورة. بدأ احترافه في هذا المجال في الرابعة عشرة من عمره، وهو يشتهر بمسيرته الناجحة والمثيرة للجدل في رئاسته السابعة للتحرير لـ مارفل كومكس، ورئاسته تحرير لمجلة فاليانت كوميكس.

## نشأته
ولد جيمس شوتر في بيتسبرغ، بنسلفانيا، لوالديهِ كين وإليانور شوتر، وهم من أصل بولندي. كان شوتر يقرأ القصص المصورة عندما كان طفلاً، لكنه توقف عن القراءة عندما كان في الثامنة من عمره تقريبًا. تجدد اهتمامه بالقراءة في عام 1963، عندما كان في الثانية عشرة من عمره، من خلال القصص المصورة في جناح الأطفال بالمستشفى الذي كان يقيم به بعد خضوعه لعملية جراحية بسيطة. أُعجب جيمس بأسلوب مارفل كوميكس، الذي بدأ نشره قبل عامين فقط. معتقدًا أنه إذا تعلم كتابة مختلف أنواع القصص التي نشرتها شركة مارفيل، فسيكون بمثابة مصدر قوة لشركة دي سي كومكس - التي شعر جيمس أن كتبها "بحاجة إلى المساعدة" - قضى جيمس حوالي عام في قراءة ودراسة القصص المصورة من كلا الشركتين.